# ABCD
ABCD is het tweede album van de Belgische band Wawadadakwa uit 2002. Het album bevat live-opnames uit de AB Club te Brussel.

## Tracklist
1. Siklus
2. Rankankan
3. Azraël
4. In Amsterdam
5. Verse Koffie, Elke Morgen
6. Mailin con sal
7. El cum ban chero

## Meewerkende muzikanten
- Muzikanten:
  - Simon Pleysier (gitaar)
  - Stefaan Blancke (saxofoon, trombone)
  - Steven Van Gool (contrabas)
  - Winok Seresia (drums, trompet)
  - Wouter De Belder (keyboards, viool)